# St. Elmo's Fire (Man in Motion)
«St. Elmo's Fire (Man in Motion)» es una canción del cantante británico John Parr. Fue el tema principal de la película de Joel Schumacher de 1985 St. Elmo's Fire, y el primer sencillo de la banda sonora. Alcanzó el número 1 en la lista Billboard Hot 100 de Estados Unidos el 7 de septiembre de 1985, permaneciendo allí durante dos semanas. El disco alcanzó el número 6 en el Reino Unido y se convirtió en un éxito número 1 en todo el mundo, le proporcionó a Parr varios premios y una nominación al Grammy. La canción no apareció inicialmente en sus álbumes de estudio, solo apareció en la reedición de London Records de 1985 de su álbum debut John Parr en el Reino Unido. Los miembros de las bandas Toto, REO Speedwagon y Mr. Mister aparecen en la grabación.

## Historia
La canción fue especialmente escrita y compuesta para la película St. Elmo's Fire, sin embargo, la letra está inspirada en el atleta parapléjico canadiense Rick Hansen, quien no tiene ninguna conexión con la película. En marzo de 1985 (tres meses antes del lanzamiento del sencillo), Rick Hansen se embarcó en una gira mundial en silla de ruedas. Bautizado como Man in Motion World Tour y destinado a recaudar fondos para la investigación de la médula espinal y promover el deporte para discapacitados, el evento recibió una mayor atención mediática gracias a la canción que desde entonces se ha convertido en un éxito y en el himno de este reto deportivo.
En 2012, Parr grabó una nueva versión de la canción titulada "Tim Tebow's Fire", esta vez en honor al jugador de fútbol americano Tim Tebow.

## Posicionamiento en Listas
| Lista(1985–1986)                      | Posición |
| ------------------------------------- | -------- |
| Alemania (Offizielle Deutsche Charts) | 6        |
| Australia (Kent Music Report)         | 4        |
| Austria (Ö3 Austria Top 40)           | 8        |
| Bélgica (Flandes) (Ultratop 50)       | 12       |
| Canadá (RPM Top Singles)              | 1        |
| Estados Unidos (Billboard Hot 100)    | 1        |
| Estados Unidos (Adult Contemporary)   | 16       |
| Estados Unidos (Mainstream Rock)      | 2        |
| Irlanda (IRMA)                        | 5        |
| Noruega (VG-lista)                    | 3        |
| Nueva Zelanda (Recorded Music NZ)     | 5        |
| Países Bajos (Dutch Top 40)           | 19       |
| Reino Unido (Official Charts Company) | 6        |
| Suecia (Sverigetopplistan)            | 4        |
| Suiza (Schweizer Hitparade)           | 4        |

## Músicos
- John Parr – guitarra, vocales
- David Foster, Steve Porcaro, David Paich – teclados
- Steve Lukather - guitarra
- Carlos Vega - batería
- Jerry Hey - trompeta
- Bill Reichenbach Jr. - trombón
- David Amato, Richard Page - coros